# Piacenza Football Club 1999-2000
Questa voce raccoglie le informazioni riguardanti il Piacenza Football Club nelle competizioni ufficiali della stagione 1999-2000.

## Stagione
Nella stagione 1999-2000 a Piacenza, come già accaduto un anno prima, la società decide di sostituire l'allenatore, nonostante avesse raggiunto la salvezza e mantenuto la Serie A, a Giuseppe Materazzi che aveva coniugato risultati e bel gioco, succede Luigi Simoni che arriva a Piacenza con un palmares di esperienza notevole, ma reduce dall'esonero dalla panchina dell'Inter. I rapporti tra la tifoseria e il nuovo tecnico sono subito tesi, a causa dei lunghi trascorsi di Simoni sulla panchina dei rivali della Cremonese. La squadra rimane sostanzialmente inalterata, con l'eccezione della cessione di Simone Inzaghi alla Lazio, in cambio del portiere Flavio Roma e del mediano Stefano Morrone ed un bel gruzzolo di soldi. Al suo posto in attacco si punta sul neoacquisto Arturo Di Napoli preso dall'Empoli e sul rilancio di Davide Dionigi.
Privata del suo miglior marcatore, il Piacenza accusa difficoltà in fase realizzativa, segnando con il contagocce, 19 reti in 34 partite, il miglior marcatore con 4 centri. Inoltre Simoni viene colpito da un grave lutto familiare (la morte del figlio Adriano), mentre Stefano Garilli lascia la presidenza il 14 dicembre 1999 al fratello Fabrizio, a causa di dissapori tra i due dirigenti. Poco dopo il cambio al vertice della società Gigi Simoni viene esonerato, fatto insolito a Piacenza, si tratta infatti della prima sostituzione, a torneo in corso, dell'allenatore dal 1988. Gli subentra la coppia formata da Maurizio Braghin (vice di Simoni ed ex allenatore della Primavera) e Daniele Bernazzani, promosso proprio dalle giovanili: la coppia non è riuscita però ad evitare la retrocessione e l'ultimo posto. La sentenza della retrocessione matematica arriva alla quint'ultima giornata del torneo, il 16 aprile a Perugia, con la sconfitta (2-0), nel giorno dell'ultima gara del 41enne Pietro Vierchowod, che ha chiuso a Piacenza la sua lunga carriera, con venti stagioni in Serie A. Tra i giovani calciatori schierati in campo dai biancorossi piacentini nel finale di stagione, si segnala il futuro Campione del Mondo Alberto Gilardino.
Nella Coppa Italia i biancorossi entrano in scena nel secondo turno, eliminando la Reggina nel doppio confronto, poi negli ottavi di finale affrontano la Roma, vincendo (0-1) all'Olimpico ma soccombendo (0-3) dopo i tempi supplementari, al Garilli. In questa edizione del Trofeo, oltre ad un turno preliminare a otto gironi, che non ha coinvolto il Piacenza, vi è stata anche la regola sperimentale che prevede il doppio arbitraggio, dal secondo turno, alle finali.

## Divisa e sponsor
Il fornitore ufficiale di materiale tecnico per la stagione 1999-2000 fu Lotto, mentre viene mantenuta la doppia sponsorizzazione Copra (partite in casa)-Dac (partite in trasferta).
| Casa | Trasferta | Terza divisa |

## Organigramma societario
Area direttiva
- Presidente: Stefano Garilli, dal 14 dicembre 1999 Fabrizio Garilli[5]
- Vicepresidente: Fabrizio Garilli, poi Agostino Guardamagna
- Amministratore delegato: Giampiero Tansini (dal 10 febbraio 2000)[8]

Area tecnica
- Direttore sportivo: Gian Pietro Marchetti
- Allenatore: Luigi Simoni, dall'11 gennaio 2000 Maurizio Braghin (ad interim), dal 18 gennaio 2000 Daniele Bernazzani[7]
- Allenatore in 2ª: Maurizio Braghin
- Allenatore dei portieri: Rino Gandini
- Preparatore atletico: Gianfranco Baggi

Area sanitaria
- Medico sociale: Biagio Costantino
- Massaggiatore: Riccardo Bottigelli e Francesco Ceglie
- Fisioterapista: Carlo Civetta

## Rosa[9]
| N. |                   | Ruolo | Calciatore                    |
| -- | ----------------- | ----- | ----------------------------- |
| 1  | Italia (bandiera) | P     | Flavio Roma                   |
| 2  | Italia (bandiera) | D     | Gianluca Lamacchi             |
| 3  | Italia (bandiera) | D     | Cleto Polonia                 |
| 4  | Italia (bandiera) | C     | Alessandro Mazzola (capitano) |
| 5  | Italia (bandiera) | D     | Pietro Vierchowod             |
| 6  | Italia (bandiera) | D     | Alessandro Lucarelli          |
| 7  | Italia (bandiera) | A     | Massimo Rastelli              |
| 8  | Italia (bandiera) | C     | Paolo Cristallini             |
| 9  | Italia (bandiera) | A     | Davide Dionigi                |
| 10 | Italia (bandiera) | C     | Giovanni Stroppa              |
| 11 | Italia (bandiera) | A     | Ruggero Rizzitelli            |
| 12 | Italia (bandiera) | P     | Michele Nicoletti             |
| 13 | Italia (bandiera) | A     | Alberto Gilardino             |
| 14 | Italia (bandiera) | C     | Renato Buso                   |
| 15 | Italia (bandiera) | D     | Daniele Delli Carri           |
| 16 | Italia (bandiera) | D     | Giordano Caini                |

| N. |                   | Ruolo | Calciatore            |
| -- | ----------------- | ----- | --------------------- |
| 17 | Italia (bandiera) | C     | Stefano Morrone       |
| 18 | Italia (bandiera) | D     | Stefano Sacchetti     |
| 19 | Italia (bandiera) | A     | Francesco Zerbini     |
| 20 | Italia (bandiera) | A     | Gianpietro Piovani    |
| 21 | Italia (bandiera) | D     | Gian Paolo Manighetti |
| 22 | Italia (bandiera) | P     | Davide Bagnacani      |
| 23 | Italia (bandiera) | A     | Arturo Di Napoli      |
| 24 | Italia (bandiera) | D     | Andrea Maccagni       |
| 25 | Italia (bandiera) | C     | Andrea Tagliaferri    |
| 26 | Italia (bandiera) | C     | Francesco Statuto     |
| 27 | Italia (bandiera) | C     | Carmine Gautieri      |
| 28 | Italia (bandiera) | C     | Francesco Zitolo      |
| 29 | Italia (bandiera) | A     | Luigi Forlini         |
| 30 | Italia (bandiera) | D     | Matteo Savioni        |
| 31 | Italia (bandiera) | P     | Matteo Giovagnoli     |

## Calciomercato[9]

### Sessione estiva
| Acquisti | Acquisti           | Acquisti     | Acquisti                  |
| R.       | Nome               | da           | Modalità                  |
| -------- | ------------------ | ------------ | ------------------------- |
| P        | Davide Bagnacani   | Reggiana     | definitivo                |
| P        | Flavio Roma        | Lazio        | definitivo                |
| D        | Stefano Di Fiordo  | Lazio        | definitivo                |
| C        | Luca Matteassi     | Rimini       | fine prestito             |
| C        | Stefano Morrone    | Lazio        | definitivo                |
| C        | Andrea Tagliaferri | Pro Patria   | fine prestito             |
| C        | Francesco Zitolo   | Pro Vercelli | definitivo                |
| A        | Gabriele Ballotta  | Baracca Lugo | fine prestito             |
| A        | Arturo Di Napoli   | Inter        | definitivo (8 miliardi £) |
| A        | Francesco Zerbini  | Lecco        | fine prestito             |

| Cessioni | Cessioni                | Cessioni    | Cessioni                   |
| R.       | Nome                    | a           | Modalità                   |
| -------- | ----------------------- | ----------- | -------------------------- |
| P        | Valerio Fiori           | Milan       | svincolato                 |
| P        | Sergio Marcon           | Chievo      | definitivo                 |
| D        | Mauro Barberini         | Prato       |                            |
| D        | Stefano Di Fiordo       | Padova      | prestito                   |
| C        | Luca Matteassi          | AlbinoLeffe | prestito                   |
| C        | Adolfo Daniele Speranza | Fiorenzuola | prestito                   |
| C        | Francesco Statuto       | Roma        | fine prestito              |
| C        | Stefano Turi            | Triestina   | prestito                   |
| C        | Francesco Varrenti      | Rondinella  | prestito                   |
| A        | Simone Inzaghi          | Lazio       | definitivo (30 miliardi £) |

### Sessione autunnale-invernale
| Acquisti | Acquisti          | Acquisti | Acquisti   |
| R.       | Nome              | da       | Modalità   |
| -------- | ----------------- | -------- | ---------- |
| C        | Carmine Gautieri  | Roma     | definitivo |
| C        | Francesco Statuto | Roma     | definitivo |

| Cessioni | Cessioni          | Cessioni  | Cessioni                  |
| R.       | Nome              | a         | Modalità                  |
| -------- | ----------------- | --------- | ------------------------- |
| C        | Giovanni Stroppa  | Brescia   | definitivo                |
| A        | Gabriele Ballotta | Sassuolo  |                           |
| A        | Davide Dionigi    | Sampdoria | definitivo (5 miliardi £) |
| A        | Francesco Zerbini | Lodigiani | prestito                  |

## Risultati

### Serie A

#### Girone di andata
| Arbitro: | Collina (Viareggio) |

|             |           |                  |
| Stroppa 82’ | Marcatori | 14’ (rig.) Totti |

| Arbitro: | Serena (Bassano del Grappa) |

|                                         |           |  |
| Poggi 9’ (rig.) Locatelli 75’ Muzzi 81’ | Marcatori |  |

| Arbitro: | Paparesta (Bari) |

|            |           |                  |
| Dionigi 4’ | Marcatori | 42’ C. Lucarelli |

| Arbitro: | Racalbuto (Gallarate) |

|             |           |  |
| Cirillo 85’ | Marcatori |  |

| Arbitro: | Trentalange (Torino) |

|                            |           |                    |
| C. Panucci 59’ Ronaldo 70’ | Marcatori | 83’ (rig.) Dionigi |

| Piacenza 17 ottobre 1999 6ª giornata | Piacenza             | 0 – 0 referto | Bologna | Stadio Leonardo Garilli\| Arbitro: \| Farina (Novi Ligure) \| |
| Arbitro:                             | Farina (Novi Ligure) |               |         |                                                               |

| Arbitro: | Preschern (Mestre) |

|                               |           |  |
| Cristallini 83’ Di Napoli 88’ | Marcatori |  |

| Arbitro: | Rodomonti (Teramo) |

|                      |           |  |
| Del Piero 74’ (rig.) | Marcatori |  |

| Arbitro: | Bolognino (Milano) |

|                        |           |                           |
| Di Napoli 45+1’ (rig.) | Marcatori | 22’ Crespo 31’ Boghossian |

| Venezia 21 novembre 1999 10ª giornata | Venezia             | 0 – 0 referto | Piacenza | Stadio Pierluigi Penzo\| Arbitro: \| Collina (Viareggio) \| |
| Arbitro:                              | Collina (Viareggio) |               |          |                                                             |

| Arbitro: | Bonfrisco (Monza) |

|                      |           |  |
| Di Napoli 42’ (rig.) | Marcatori |  |

| Arbitro: | Farina (Novi Ligure) |

|                                |           |                            |
| Marcolini 40’ Neqrouz 52’, 76’ | Marcatori | 32’ Rizzitelli 64’ Dionigi |

| Piacenza 12 dicembre 1999 13ª giornata | Piacenza             | 0 – 0 referto | Perugia | Stadio Leonardo Garilli\| Arbitro: \| Trentalange (Torino) \| |
| Arbitro:                               | Trentalange (Torino) |               |         |                                                               |

| Arbitro: | Bolognino (Milano) |

|                         |           |  |
| Salas 9’ Mihajlovic 58’ | Marcatori |  |

| Arbitro: | Tombolini (Ancona) |

|  |           |              |
|  | Marcatori | 33’ Bierhoff |

| Arbitro: | P. Rossi (Ciampino) |

|                                 |           |  |
| Oliveira 49’ Mboma 90+3’, 90+4’ | Marcatori |  |

| Arbitro: | De Santis (Tivoli) |

|  |           |                          |
|  | Marcatori | 83’ Ferrante 89’ Pecchia |

#### Girone di ritorno
| Arbitro: | Pellegrino (Barcellona Pozzo di Gotto) |

|                            |           |               |
| Di Francesco 47’ Totti 75’ | Marcatori | 45+3’ Piovani |

| Arbitro: | Bertini (Arezzo) |

|  |           |           |
|  | Marcatori | 56’ Muzzi |

| Arbitro: | Cesari (Genova) |

|  |           |              |
|  | Marcatori | 49’ Rastelli |

| Piacenza 13 febbraio 2000 21ª giornata | Piacenza        | 0 – 0 referto | Reggina | Stadio Leonardo Garilli\| Arbitro: \| Treossi (Forlì) \| |
| Arbitro:                               | Treossi (Forlì) |               |         |                                                          |

| Arbitro: | Trentalange (Torino) |

|                 |           |                             |
| Delli Carri 70’ | Marcatori | 21’, 79’ Blanc 88’ C. Vieri |

| Bologna 27 febbraio 2000 23ª giornata | Bologna           | 0 – 0 referto | Piacenza | Stadio Renato Dall'Ara\| Arbitro: \| Messina (Bergamo) \| |
| Arbitro:                              | Messina (Bergamo) |               |          |                                                           |

| Arbitro: | Bertini (Arezzo) |

|                         |           |               |
| Balbo 58’ Rui Costa 83’ | Marcatori | 90’ Di Napoli |

| Arbitro: | N. Ayroldi (Molfetta) |

|  |           |                     |
|  | Marcatori | 68’, 74’ F. Inzaghi |

| Arbitro: | Rodomonti (Teramo) |

|                   |           |  |
| Crespo 64’ (rig.) | Marcatori |  |

| Arbitro: | Bazzoli (Merano) |

|                          |           |                       |
| Gilardino 2’ Piovani 82’ | Marcatori | 5’ Valtolina 12’ Berg |

| Arbitro: | Cesari (Genova) |

|             |           |  |
| Brocchi 67’ | Marcatori |  |

| Arbitro: | Cassarà (Palermo) |

|                            |           |                  |
| Gilardino 27’ Gautieri 60’ | Marcatori | 66’ D. Andersson |

| Arbitro: | Farina (Novi Ligure) |

|                          |           |  |
| Materazzi 16’ Rapaic 74’ | Marcatori |  |

| Arbitro: | Messina (Bergamo) |

|  |           |                       |
|  | Marcatori | 59’ Simeone 66’ Veron |

| Arbitro: | Preschern (Mestre) |

|               |           |  |
| Ambrosini 13’ | Marcatori |  |

| Arbitro: | Serena (Bassano del Grappa) |

|                  |           |          |
| Villa 14’ (aut.) | Marcatori | 9’ Suazo |

| Arbitro: | Cassarà (Palermo) |

|                          |           |               |
| Ferrante 19’, 31’ (rig.) | Marcatori | 17’ Gilardino |

### Coppa Italia

#### Secondo turno
| Reggio Calabria 13 ottobre 1999, ore 20:45 Andata | Reggina                                                    | 0 – 0 | Piacenza | Stadio Oreste Granillo (7.118 spett.)\| Arbitri: \| Pellegrino (Barcellona Pozzo di Gotto) Borriello (Mantova) \| |
| Arbitri:                                          | Pellegrino (Barcellona Pozzo di Gotto) Borriello (Mantova) |       |          | |

| Arbitri: | Rosetti (Torino) Paparesta (Bari) |

|                                    |           |  |
| Rizzitelli 12’ Gautieri 79’ (rig.) | Marcatori |  |

#### Ottavi di finale
| Arbitri: | Paparesta (Bari) Bertini (Arezzo) |

|  |           |             |
|  | Marcatori | 38’ Piovani |

| Arbitri: | Farina (Novi Ligure) Preschern (Mestre) |

|  |           |                                           |
|  | Marcatori | 55’ Rinaldi 98’ Di Francesco 103’ Candela |

## Statistiche

### Statistiche di squadra[18]
| Competizione | Punti | Totale | Totale | Totale | Totale | Totale | Totale | DR  |
| Competizione | Punti | G      | V      | N      | P      | Gf     | Gs     | DR  |
| ------------ | ----- | ------ | ------ | ------ | ------ | ------ | ------ | --- |
| Serie A      | 21    | 34     | 4      | 9      | 21     | 19     | 45     | -26 |
| Coppa Italia |       | 4      | 2      | 1      | 1      | 3      | 3      | 0   |
| Totale       |       | 38     | 6      | 10     | 22     | 22     | 48     | -26 |

### Statistiche dei giocatori[9]
| Giocatore      | Serie A  | Serie A | Coppa Italia | Coppa Italia | Totale   | Totale |
| Giocatore      | Presenze | Reti    | Presenze     | Reti         | Presenze | Reti   |
| -------------- | -------- | ------- | ------------ | ------------ | -------- | ------ |
| R. Buso        | 12       | 0       | 2            | 0            | 14       | 0      |
| G. Caini       | 1        | 0       | 0            | 0            | 1        | 0      |
| P. Cristallini | 28       | 1       | 1            | 0            | 29       | 1      |
| D. Delli Carri | 21       | 1       | 4            | 0            | 25       | 1      |
| A. Di Napoli   | 18       | 4       | 3            | 0            | 21       | 4      |
| D. Dionigi     | 14       | 3       | 1            | 0            | 15       | 3      |
| L. Forlini     | 2        | 0       | 0            | 0            | 2        | 0      |
| C. Gautieri    | 23       | 1       | 4            | 1            | 27       | 2      |
| A. Gilardino   | 17       | 3       | 0            | 0            | 17       | 3      |
| G. Lamacchi    | 25       | 0       | 3            | 0            | 28       | 0      |
| A. Lucarelli   | 26       | 0       | 2            | 0            | 28       | 0      |
| A. Maccagni    | 2        | 0       | 0            | 0            | 2        | 0      |
| G. Manighetti  | 25       | 0       | 3            | 0            | 28       | 0      |
| A. Mazzola     | 21       | 0       | 3            | 0            | 24       | 0      |
| S. Morrone     | 23       | 0       | 4            | 0            | 27       | 0      |
| M. Nicoletti   | 2        | -3      | 0            | -0           | 2        | -3     |
| G. Piovani     | 20       | 2       | 3            | 1            | 23       | 3      |
| C. Polonia     | 27       | 0       | 2            | 0            | 29       | 0      |
| M. Rastelli    | 22       | 1       | 2            | 0            | 24       | 1      |
| R. Rizzitelli  | 21       | 1       | 4            | 1            | 25       | 2      |
| F. Roma        | 32       | -42     | 4            | -3           | 36       | -45    |
| S. Sacchetti   | 23       | 0       | 3            | 0            | 26       | 0      |
| M. Savioni     | 1        | 0       | 0            | 0            | 1        | 0      |
| F. Statuto     | 12       | 0       | 0            | 0            | 12       | 0      |
| G. Stroppa     | 13       | 1       | 4            | 0            | 17       | 1      |
| A. Tagliaferri | 13       | 0       | 1            | 0            | 14       | 0      |
| P. Vierchowod  | 22       | 0       | 2            | 0            | 24       | 0      |
| F. Zitolo      | 3        | 0       | 0            | 0            | 3        | 0      |